# Parish of Saint Thomas
Parish of Saint Thomas är en parish i Jamaica. Den ligger i den östra delen av landet, 40 km öster om huvudstaden Kingston. Antalet invånare är 93 328. Arean är 743 kvadratkilometer.
Följande samhällen finns i Parish of Saint Thomas:
- Morant Bay
- Yallahs
- Seaforth
- Golden Grove
- Dalvey
- Trinity Ville
- Easington
- Bath